# Expedició 7
L'Expedició 7 va ser la setena estada de llarga durada en l'Estació Espacial Internacional.

## Tripulació
| Posició           | Astronauta                                | Astronauta                                |
| ----------------- | ----------------------------------------- | ----------------------------------------- |
| Comandant         | Iuri Malentxenko, RSA Tercer vol espacial | Iuri Malentxenko, RSA Tercer vol espacial |
| Enginyer de vol 1 | Ed Lu, NASA Tercer vol espacial           | Ed Lu, NASA Tercer vol espacial           |

## Paràmetres de la missió

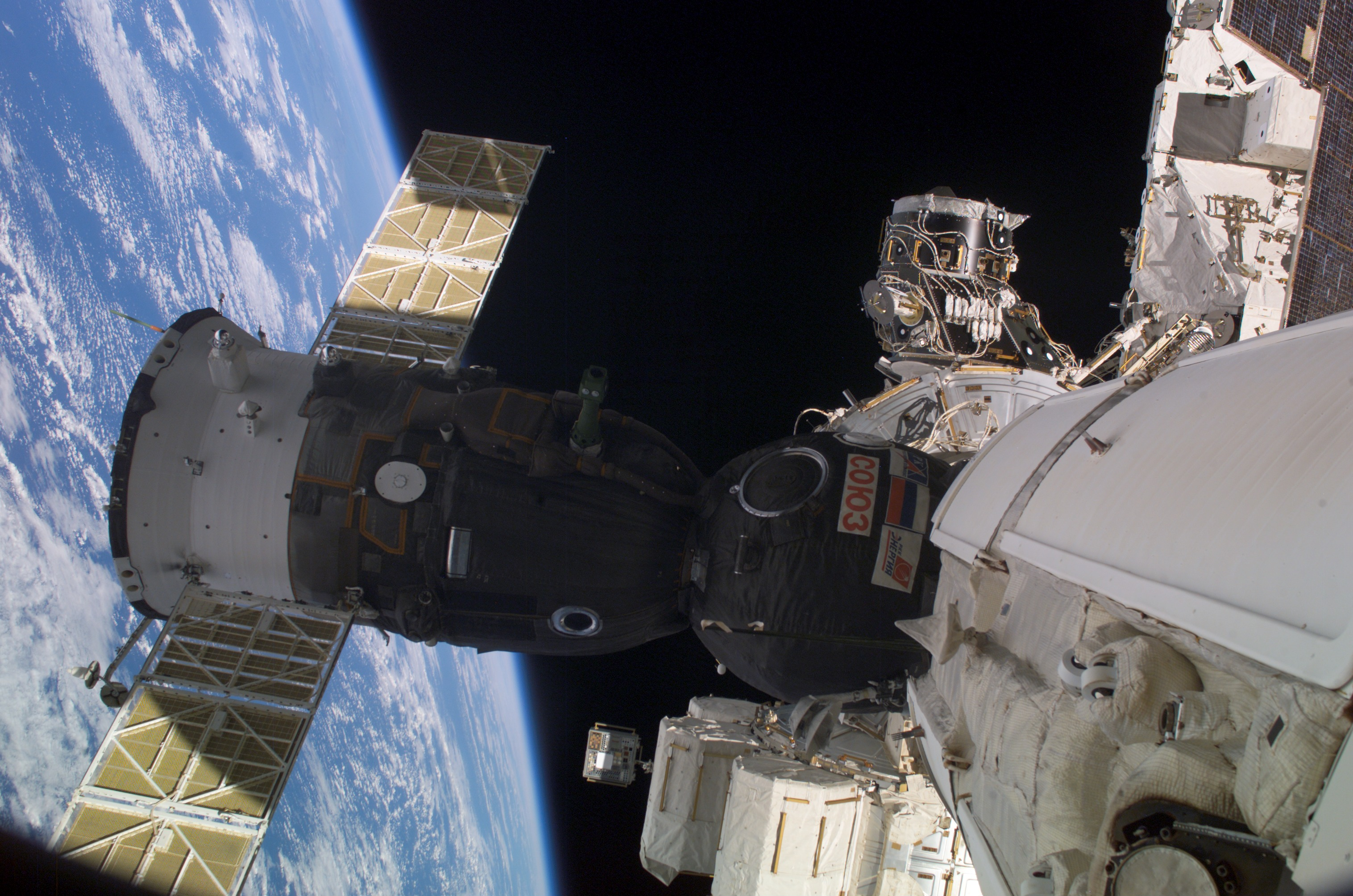
Nau espacial Soiuz TMA-2, acoblat al port de nadir en el functional cargo block (FGB) de l'Estació Espacial Internacional. (NASA)

- Perigeu: 384 km
- Apogeu: 396 km
- Inclinació: 51,6°
- Període: 92 min

## Objectius
La setena tripulació de l'Estació Espacial Internacional es va enlairar de la Soiuz TMA-2 del Cosmòdrom de Baikonur de l'Agència Espacial Russa a Kazakhstan el 25 da'bril de 2003, a les 05:56:20 UTC. La Soiuz es va coblar el 28 d'abril de 2003 i va prendre el comandament de la ISS. La flota del Transbordador Espacial havia estat cancel·lat per l'accident del Columbia, de manera que la tripulació es va reduir a dos, en lloc dels tres que podrien ser transportats pel transbordador. La tripulació de l'Expedició Set—juntament amb l'astronauta Pedro Duque de l'Agència Espacial Europea—va aterrar de tornada a la Terra el 27 d'octubre de 2003 a Kazakhstan a les 02:41:20 UTC, després de desacoblar-se de l'Estació Espacial Internacional en la seva nau Soyuz a les 23:17 UTC.
A causa de la reducció de la tripulació, el treball científic va ser també reduït. Només 15 experiments diferents van ser conduïts durant la missió. Malentxenko i Lu es va encarregar també dels treballs de manteniment periòdic a l'estació, així com un entrenament de passeig espacial (encara que no van ser planejats passeigs espacials. Els subministraments van ser lliurats per la Progress M1-10 en el juny i el Progress M-48 a l'agost.
Des de Houston, el Comunicador de Naus Espacials de l'ISS Mike Fossum, va informar al Comandant de l'Expedició 7 Iuri Malentxenko i l'Oficial Científic Edward Lu el 15 d'octubre de 2003 del llançament amb èxit del coet Llarga Marxa transportant la nau espacial Shenzhou 5 i l'astronauta xinès Yáng Lìwěi. "Realment hi ha una notícia emocionant per compartir. Les nacions amb capacitat espacial del món, s'han unit aquesta nit un nou membre: Xina."
"En primer lloc, volem felicitar-los," va contestar en Lu. "Com més persones entrin a l'espai, tots nosaltres serem millors. Aquest és un gran èxit i bona notícia per a tothom a llarg termini." En xinès, es va afegir més tard, "Benvingut a l'espai. Bon viatge."
"També m'agradaria dir que m'encantaria tenir algú més a l'espai a part de mi i en Ed," va declarar Malentxenko. "També sé que això és molt bo per als milers i milers de persones procedents de la Xina. Els felicito a tots ells."
En Malentxenko i en Lu van ser anteriors companys de tripulació en la missió del transbordador espacial STS-106 i van realitzar un passeig espacial junts durant aquest vol.